# Anselmo Alonso
Anselmo Alonso fue un pintor al temple español. 
En 1821 era maestro director de maquinaria de los teatros de la Cruz y el Príncipe, en Madrid, y pinto en dicho año seis decoraciones para ellos.
En 1838 pintó para la fiestas del centenario de la conquista de Valencia el altar de San Vicente. Trabajó en 1841 con Andrés Lavilla las decoraciones del teatro de Pamplona. También fue obra suya uno de los techos de la Real Posesión de Vista Alegre y uno del salón del Real Conservatorio de Música y Declamación, destruido por un incendio en 1867.